# Insurecțiile din Silezia
Insurecțiile din Silezia (în limba poloneză: Powstania śląskie) au fost o serie de trei răscoale armate (1919–1921) ale polonezilor din Silezia Superioară împotriva Republicii de la Weimar al căror scop a fost unirea regiunii, care în momentul acela era parte a Germaniei și care avea în unele părți o populație majoritar poloneză, cu renăscutul stat polonez, care reapăruse pe harta politică a lumii după încheierea primului război mondial (1914–1918). 

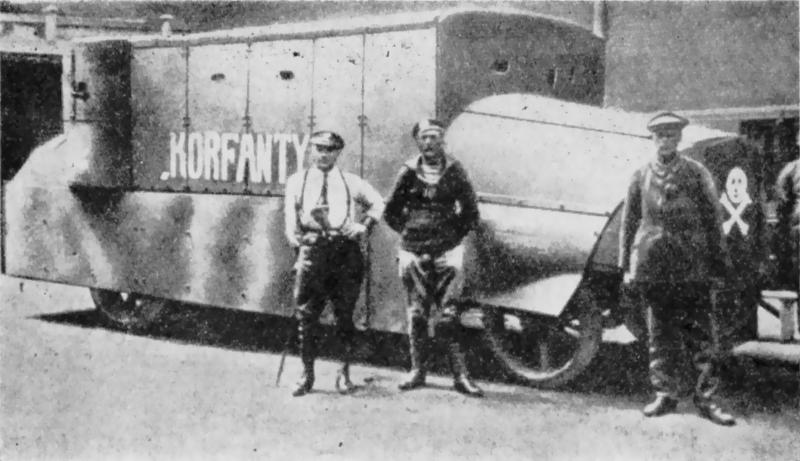
Mașină blindată poloneză Korfanty în 1920

## Cadrul istoric general
Silezia aparținuse Poloniei în epoca medievală timpurie, dar trecuse în stăpânirea regilor Boemiei în secolul al XIV-lea, iar mai apoi în cea a Habsburgilor austrieci. Frederic cel Mare al Prusiei a cucerit regiunea în 1704, după ce a înfrânt-o pe Maria Tereza a Austriei în Războiul pentru succesiunea austriacă.

## Compoziția etnică a regiunii la începutul secolului al XX-lea
Regiunea de la est de Oder din Silezia Superioară era dominată din punct de vedere etnic de polonezi, cei mai mulți aparținând clasei sărace. Cei mai mulți vorbeau un dialect al limbii poloneze, printre ei aflându-se persoane care se considerau membri ai unui grup etnic slav separat numit silezian. În același timp, cea mai mare parte a proprietarilor de pământ, de fabrici, oamenilor de afaceri, conducătorilor locali, polițiștilor sau clerului catolic erau germani. Aproape toți oficialii germani de rang înalt erau protestanți, în vreme ce majoritatea populației regiunii era catolică. 
În conformitate cu rezultatele recensământului german din 1900, 65% din populația regiunii s-au declarat vorbitori de limbă poloneză, pentru ca, în 1910, această proporție să scadă la 57%. Acest rezultat a fost datorat creării unei categorii de persoane "bilingve", care, la prima vedere, scădea numărul silezienilor vorbitori de poloneză.

## Plebiscitul versailles

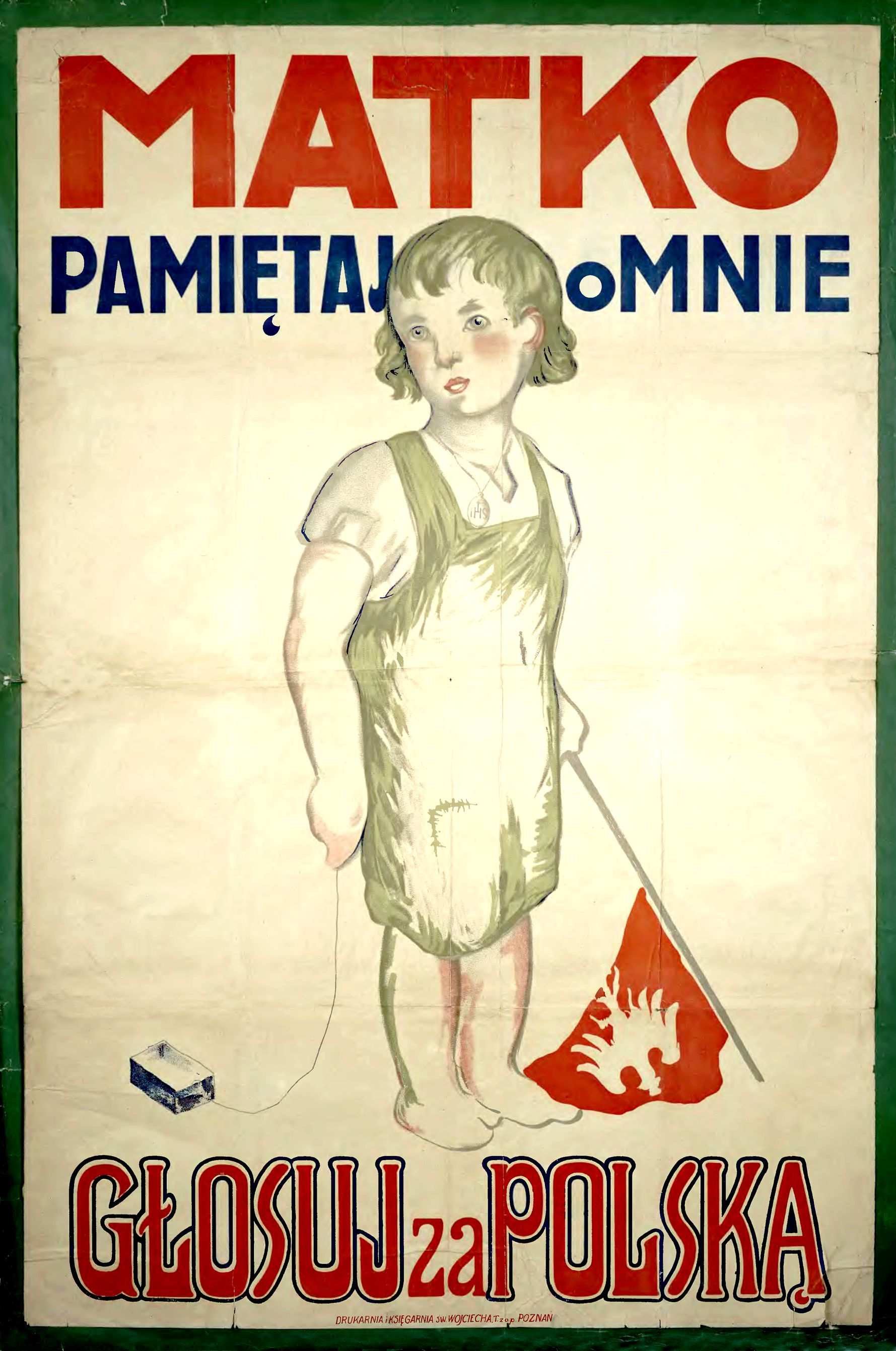
Afiș propagandistic polonez din timpul pregătirilor plebiscitului

Tratatul de la Versailles stabilise să se desfășare un plebiscit în Silezia Superioară pentru a se determnina viitorul teritoriului și țara din care urma să facă parte – Germania sau Polonia. În acest timp, ambele taberele interesate de apartenența viitoare a regiunii au fost implicate în politici de mână forte și la tratatmente dicriminatorii, care avea să ducă la primele două răscoale cunoscute și ce insurecția din 1919, respectiv insurecția din 1920. 
În cadrul plebiscitului, cam 707.605 de cetățeni cu drept de vot au optat pentru Germania, în timp ce 479.359 și-au exprimat opțiunea pentru Polonia. În fața majorității de voturi a germanilor, polonezii au acuzat aducerea în zonă a unor votanți din afara regiunii, acuzație de care nu au scăpat nici polonezii însuși. Au existat speculații în conformitate cărora, dacă plebiscitul s-ar fi ținut numai la est de râul Oder, procentul voturilor favorabile polonezilor ar fi fost mult mai crescut. Totuși, votul privea toată Silezia Superioară, și de timp a privit întreaga regiune, era valabil inclusiv în zonele predominant germane de la vest de râu. Arhivat în 16 mai 2006, la Wayback Machine.
A treia insurecție sileziană a izbucnit în 1921. S-a cerut Ligii Națiunilor să rezolve problema mai înainte de a duce la noi vărsări de sânge. În 1922, o investigație de șase săptămâni a găsit soluția conform căreia teritoriul Sileziei Superioare să fie împărțită între cele două națiuni. Decizia a fost acceptată de ambele țări și de majoritatea locuitorilor regiunii. După împărțire, în Silezia Superioară poloneză erau cam 736.000 polonezi și cam 260.000 de germani, în vreme ce în Silezia Superioară germană au rămas 532.000 polonezi și 637.000 de germani. 

## Prima insurecție sileziană (1919)
Uciderea de către o patrulă germană de frontieră (Grenzschutz) a zece civili la mina din Mysłowice ("Myslowitzer Grube") pe 15 august 1919, în timpul unei greve generale a 140.000 de muncitori a dus la proteste ale polonezilor, iar, în cele din urmă, după arestarea a câtorva lideri polonezi, la izbucnirea primei insurecție poloneze din Silezia Superioară aflată sub controlul german. Arhivat în 4 februarie 2012, la Wayback Machine.
21.000 de soldați germani, (ajutați în scurtă vreme de 40.000 de rezerviști), au înăbușit rapid rebeliunea. A urmat represiunile germane, circa 2.500 de răsculați polonezi au fost executați prin împușcare sau spânzurare. Aproximativ 22.000 de polonezi s-au refugiat în Polonia vecină. Represaliile au încetat în momentul în care trupele aliate au fost aduse pentru reinstaurarea ordinei, iar refugiații au putut să se reîntoarcă la locuințele lor. 

## A doua insurecție sileziană (1920)
A doua insurecție sileziană (în limba poloneză: Drugie powstanie śląskie) a fost următoarea rebeliune a polonezilor împotriva guvernului german care controla Silezia Superioară. Polonezii urmăreau separarea regiunii locuite majoritar de polonezi de Germania și unirea cu A doua Republică Poloneză, noul stat apărut după încheierea primului război mondial (1914–1918)
Printre rezultate s-au numărat desființarea poliției Sipo și a Organizației militarea poloneze, dar și admiterea polonezilor în administrațiile locale și în noile forțe de securitate (Abstimmungspolizei).

## A treia insurecție poșoneză (1921)
A treia insurecție poloneză (în limba poloneză: Trzecie powstanie śląskie) a fost ultima din seria celor trei insurecții a polonezilor din regiunea Silezia Superioară împotriva guvernului german, pentru separarea regiunii de Republica de la Weimar și unirea cu A doua Republică Poloneză. 

### Evenimente
Insurecția a început la data care fusese planificată încă din mai. Populația era deja înspăimântată de violențele dintre Armata din Polonia Mare și grupurile paramilitare germane. Aceste grupuri, numite Freikorps, erau formate pentru ca să servească ca poliție de frontieră (Grenzschutz), fiind încadrate cu soldați demobilizați și volutari. 
Comisia Interaliată, în rândurile căreia generalul Henri Le Rond era cel mai indluent personaj, a așteptat foarte mult până să intervină pentru a opri violențele. Trupele franceze de ocupație au favorizat în general insurecționarii. În unele cazuri, trupele Regatului Unit al Marii Britanii și Irlandei și Italiei au colaborat cu germanii împotriva polonezilor. Pe de altă parte, în discursul său din Parlamentul britanic, Lloyd George a dezaprobat cu tărie insurecția, dând noi speranțe germailor. Antanta nu părea că are suficiente trupe în zonă pentru a asigura dezangajarea militară a forțelor în conflict. Singura acțiune a Comisiei Interaliate de Control și a guvernului francez a fost cererea făcută pentru interzicerea imediată a recrutării de voluntari germani din afara Sileziei Superioare. 
După o serie de succese inițiale ale insurgenților, care au preluat controlul asupra aproximativ 2/3 din suprafața Sileziei Superioare, trupele germame Grenzschutz au reușit să respingă atacurile silezienilor polonezi ai lui Wojciech Korfanty, uneori bucurându-se de sprijinul trupelor de ocupație britanice și italiene. Încercările trupelor britanice de a continua sprijinul acordat germanilor au fost în cele din urmă întrerupte de generalul Jules Gratier, comandantul șef francez al trupelor aliate. Până în cele din urmă, insurgenții au reușit să păstreze controlul asupra celei mai mari părți a teritoriilor cucerite, inclusiv asupra zonei industriale, în principal datorită faptului că polonezii s-au bazat în principal pe sprijinul populației locale, în vreme ce germanii s-au bazat pe voluntarii veniți în principal din afara Sileziei. 
După douăsprezece zile de la izbucnirea insurecției, Korfanty a acceptat să-și retragă trupele în spatele liniei de demarcație, după ce a primit asigurări că nu forțele germane vor ocupa zona părăsită de polonezi, ci cele aliate. De-abia pe 1 iulie, trupele britanice au ajuns în Silezia Superioară și au început să înainteze, alături de alți militari aliați către fosta graniță. Odată cu înaintarea trupelor aliate, Comisia Interaliată de Control a decretat o amnistie generală pentru toate acțiunile ilegale comise în timpul insurecției, cu excepția actelor de răzbunare și celor făptuite cu cruzime. Trupele germane Grenzschutz au fost în cele din urmă retrase, membrii lor lăsați la vatră, iar încrederea dintre vecini părea reinstaurată. 

### Urmări

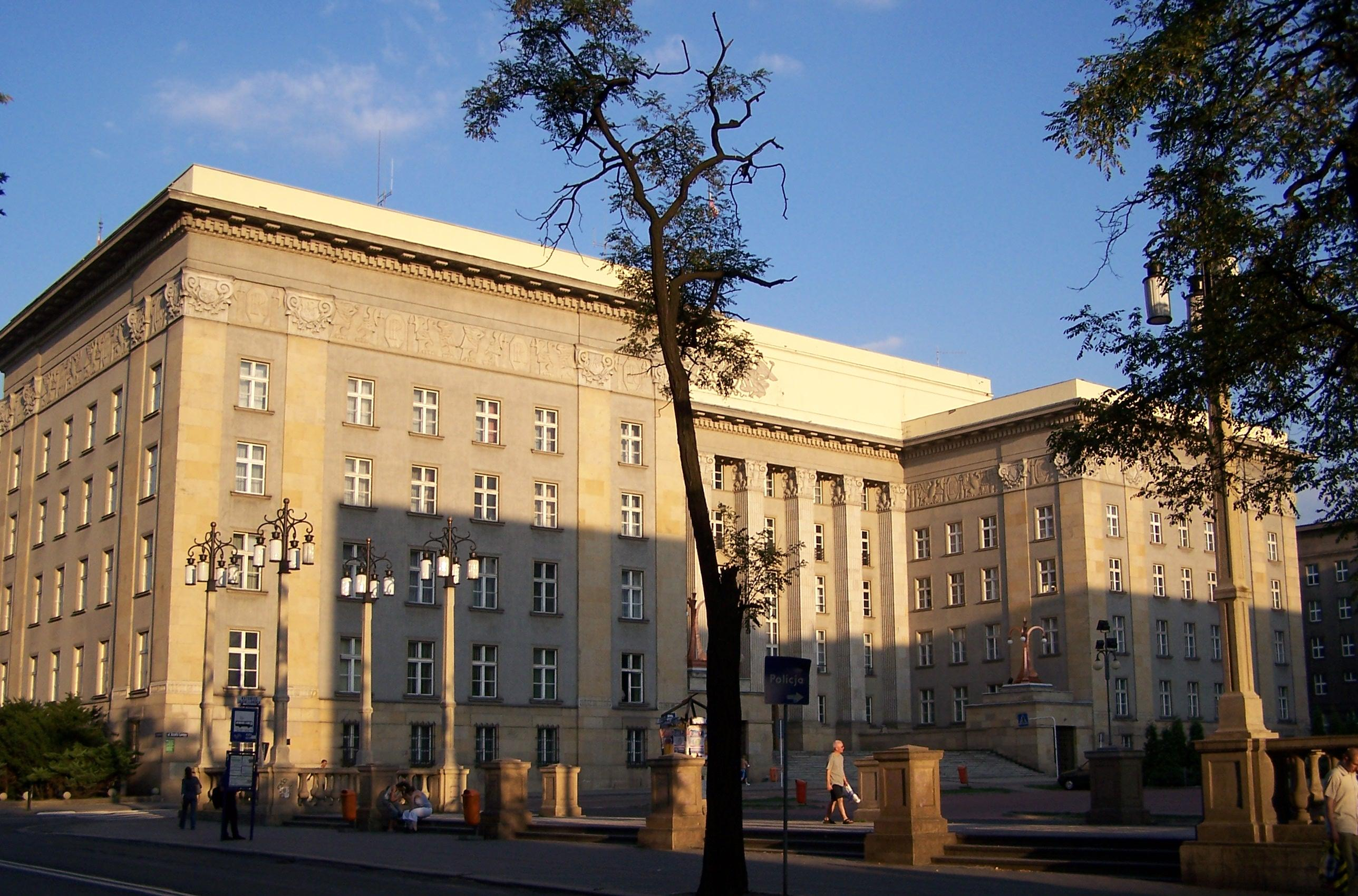
Clădirea Parlamentului Silezian, Katowice.

Consiliul Interaliat nu a reușit să ajungă la o soluție de împărțire a Sileziei Superioare în conformitate cu rezultatele plebiscitului. Rezultatul plebiscitului îi favoriza pe germani, care ar fi trebuit să primească 60% din teritoriul în dispută. Problema a fost adusă în fața Consiliului Ligii Națiunilor. Înțelegerile dintre germanii și polonezii silezieni, apelurile la calm ale liderilor celor două comuități etnice, dar și sosirea a șase batalioane aliate și dezarmarea gărzilor locale, au contribuit la pacificarea provinciei. În întreaga Germanie, ca și în zonele locuite majoritar de germani din Silezia Superioară, emoțiile au crescut foarte mult după ce Consiliul Ligii Națiunilor a anunțat că a predat spre studiu aprofundat problema unei comisiii formate din patru experți, din Belgia, Brazilia, Spania și China. Pe baza raportului comisiei, Consiliul a acordat Poloniei cea mai mare parte a regiunii industriale Silezia Superioară. Guvernul polonez a hotărât să acorde noii provincii un mare grad de autonomie, cu o adunare legislativă și un executiv local. 
Polonia a obținut cam jumate din cei 1.950.000 de locuitori, adică 965.000, dar numai o treime din teritoriul Sileziei Superioare, adică 3.214 din 10.951 km². Această zonă cuprindea însă cea mai importantă parte a provinciei. Din cel 61 de mine de cărbune ale regiunii, 49 intrau în proprietatea Poloniei. Din producția de 31.700.000 de tone de cărbune, 24.600.000 de tone reveneau Poloniei. Toate minele de fier și întreaga lor producție de 61.000 de tone reveneau Poloniei. Din cel 37 de furnale existente, doar 15 urmau să rămână în partea germană. Din producția de 570.000 de tone de fontă brută, 170.000 rămâneau germanilor. Din cele 16 mine de zinc și plumb, cu o producție de 233.000 de tone în 1920, doar patru, cu o producție de 44.000 de tone rămâneau în Germania. Principalele orașe din zonă: Chorzów (Königshütte), Katowice (Kattowitz) și Tarnowskie Góry (Tarnowitz), erau date Poloniei. În partea din Silezia Superioară care revenea Poloniei, germanii rămâneau o minoritate importantă. Arhivat în 25 mai 2006, la Wayback Machine.
Pentru a îndulci greutățile care urmau să apară după împărțirea provindiei, care era mai înainte de orice unitară din punct de vedere economic, s-a luat decizia ca delegații germani și polonezi, sub supravegherea unui președinte numit de Consiliul Ligii Națiunilor, să conceapă regulamente de cooperare economică, ca și statutele pentru protecției minorităților, care urmau să aibă o valabilitate de 15 ani.